# Tetragnatha sidama
Tetragnatha sidama là một loài nhện trong họ Tetragnathidae.
Loài này thuộc chi Tetragnatha. Tetragnatha sidama được miêu tả năm 1940 bởi Caporiacco.